# Ủy ban phòng chống Tra tấn của châu Âu
Ủy ban phòng chống Tra tấn của châu Âu, tên đầy đủ là Ủy ban châu Âu phòng chống Tra tấn và Trừng phạt hoặc Đối xử vô nhân đạo hoặc làm mất phẩm giá (European Committee for the Prevention of Torture and Inhuman or Degrading Treatment or Punishment) là một cơ quan của Ủy hội châu Âu. Nó được mô tả như là một sự đột nhập đáng chú ý vào lãnh vực thường được gìn giữ cẩn thận của các quốc gia có chủ quyền.

## Nhiệm vụ
Ủy ban này được thành lập trên cơ sở của Công ước phòng chống Tra tấn của châu Âu (1987), bắt đầu có hiệu lực từ tháng 2 năm 1989. Nó cho phép Ủy ban tới thăm mọi "mọi nơi giam giữ tù nhân" của các nước thành viên Ủy hội châu Âu. Các nơi giam giữ người - theo định nghĩa của Công ước trên – là mọi nơi trong đó những người bị giữ lại trái với ý muốn của họ. Ở hàng đầu là những xà lim của cảnh sát, nhà tù, trại giam, viện tâm thần khép kín, cũng như các nhà của những người già và giống như vậy. Những chuyến thăm không báo trước được thực hiện bởi các nhóm nhỏ các thành viên của ủy ban, cũng thường mời thêm các chuyên gia.
Sau mỗi chuyến thăm, một báo cáo về các sự việc tìm thấy và các khuyến nghị được lập ra và gửi cho chính phủ nơi đoàn tới thăm. Các sự việc tìm thấy không đề cập quá nhiều về các trường hợp cá nhân bị tra tấn nhưng về việc xác định các tình huống có nguy cơ có thể dẫn đến tra tấn. Báo cáo của ủy ban được giữ kín và chỉ được công bố nếu chính phủ đó yêu cầu. Tuy nhiên áp lực chính trị thường đè nặng lên các chính phủ khiến cho báo cáo phải được công khai. Chỉ trong trường hợp hiếm thấy, trong đó các chính phủ từ chối công bố và Ủy ban có bằng chứng rõ ràng về một hành vi tra tấn, thì Ủy ban có thể làm một "tuyên bố công khai" đơn phương.
Tất cả 47 nước thành viên của Ủy hội châu Âu đều đã phê chuẩn Công ước phòng chống Tra tấn. Nghị định thư số 1 bổ sung vào Công ước có hiệu lực từ ngày 1.3.2002, mời gọi các nước không là thành viên của Ủy hội châu Âu tham gia Công ước, tuy nhiên tới nay chưa có nước nào đáp ứng.
Sau 20 năm kinh nghiệm, mô hình của châu Âu này đã được Liên Hợp Quốc làm cho thích hợp và khái quát hóa thông qua Nghị định thư tùy chọn bổ sung vào Công ước chống Tra tấn của Liên Hợp Quốc (2006).
Các ủy viên của Ủy ban là những chuyên gia độc lập và không thiên vị từ những nền tảng khác nhau, trong đó có uật học, y học và hệ thống tư pháp Họ được Ủy ban bộ trưởng của Ủy hội châu Âu bầu chọn cho một thời hạn 4 năm và có thể được tái cử 2 lần. Mỗi nước thành viên được quyền có một ủy viên trong ủy ban.

## Hệ thống các cuộc thăm viếng
Ủy ban tới thăm các nơi giam giữ người (nhà tù, trại giam, đồn cảnh sát, trung tâm giữ người nhập cư, bệnh viện tâm thần vv…), để xem xét những người bị tước quyền tự do được đối xử ra sao, và nếu cần, đưa ra khuyến nghị cải thiện cho các nước.
Các cuộc viếng thăm được thực hiện bởi các phái đoàn, thường là gồm 2 hoặc nhiều ủy viên của ủy ban, tháp tùng bởi thành viên của Nha thư ký ủy ban – và nếu cần – có thêm các chuyên gia và thông dịch viên. Vị ủy viên thuộc nước sở tại không tham gia phái đoàn này.
Các phái đoàn thăm viếng của Ủy ban ký thỏa thuận viếng thăm định kỳ với các nước, nhưng cũng có thể tổ chức các cuộc viếng thăm "ad hoc" (chỉ cho một mục đích riêng) nếu cần. Ủy ban phải thông báo cho nhà nước có liên quan nhưng không cần phải định rõ khoảng thời gian giữa thông báo và cuộc viếng thăm thực sự - mà trong trường hợp đặc biệt - có thể được thực hiện ngay lập tức sau khi thông báo. Các phản đối của chính phủ về thời gian hoặc địa điểm của chuyến thăm chỉ có thể được biện minh vì lý do quốc phòng, an toàn công cộng, rối loạn nghiêm trọng, điều kiện y tế của một người (bị giam giữ) hoặc là một cuộc thẩm vấn cấp thiết liên quan đến một tội ác nghiêm trọng đang được tiến hành. Trong trường hợp này, nhà nước phải lập tức thực hiện các bước để cho phép Ủy ban tới thăm càng sớm càng tốt.

## Quyền thăm viếng không giới hạn, hợp tác, và bảo mật
Theo Công ước, các phái đoàn của Ủy ban có quyền tới thăm viếng không giới hạn những nơi giam giữ và quyền đi lại bên trong những nơi này không hạn chế. Họ phỏng vấn những người bị mất quyền tự do cách riêng tư và giao tiếp tự do với bất cứ ai có thể cung cấp thông tin.
Các khuyến nghị mà Ủy ban có thể đề xuất trên cơ sở các sự việc có thật được tìm thấy trong chuyến thăm này, sẽ được đưa vào một bản báo cáo gửi cho Nhà nước có liên quan. Báo cáo này là khởi điểm cho một cuộc đối thoại sẽ diễn ra với nước liên quan.
Ủy ban có hai nguyên tắc hướng dẫn: hợp tác và bảo mật. Hợp tác với các chính quyền quốc gia là cốt lõi của Công ước, vì mục đích là để bảo vệ những người bị tước quyền tự do của họ thay vì lên án các nước về những lạm dụng quyền hành này. Do đó Ủy ban gặp gỡ những người được thẩm vấn trong phòng riêng không có người ngoài tham dự và các báo cáo của họ được bảo mật nghiêm ngặt. Tuy nhiên, nếu một quốc gia không hợp tác hoặc từ chối cải thiện tình hình theo các khuyến nghị của Ủy ban, thì Ủy ban có thể quyết định đưa ra một tuyên bố công khai.
Tất nhiên, đích thân Nhà nước có thể yêu cầu công bố báo cáo của Uỷ ban, cùng với ý kiến nhận xét của mình. Ngoài ra, Ủy ban cũng lập một báo cáo chung về các hoạt động của mình hàng năm và được công bố.

## Các ủy viên hiện thời của Ủy ban (tính đến ngày 4.3.2010)
- Mr Mauro PALMA, Chủ tịch, Ý, nhiệm kỳ: 19/12/2011
- Mr Pétur HAUKSSON, Đệ nhất phó chủ tịch, Iceland, nhiệm kỳ: 19/12/2011
- Ms Haritini DIPLA, Đệ nhị phó chủ tịch, Hy Lạp, nhiệm kỳ: 19/12/2011
- Mr Marc NÈVE, Bỉ, nhiệm kỳ: 19/12/2011
- Mr Petros MICHAELIDES, Cyprus, nhiệm kỳ: 19/12/2011
- Mr Mario FELICE, Malta, nhiệm kỳ: 19/12/2011
- Mr Eugenijus GEFENAS, Litva, nhiệm kỳ: 19/12/2011
- Mr Jean-Pierre RESTELLINI, Thụy Sĩ, nhiệm kỳ: 19/12/2013
- Ms Isolde KIEBER, Liechtenstein, nhiệm kỳ: 19/12/2013
- Mr Lətif HÜSEYNOV, Azerbaijan, nhiệm kỳ: 19/12/2011
- Mr Joan-Miquel RASCAGNERES, Andorra, nhiệm kỳ: 19/12/2011
- Mr Vladimir ORTAKOV, Macedonia, nhiệm kỳ: 19/12/2011
- Mr Celso José DAS NEVES MANATA, Bồ Đào Nha, nhiệm kỳ: 19/12/2011
- Mr Jørgen Worsaae RASMUSSEN, Đan Mạch, nhiệm kỳ: 19/12/2013
- Mr Antonius Maria VAN KALMTHOUT, Hà Lan, nhiệm kỳ: 19/12/2013
- Ms Elena SEREDA, Nga, nhiệm kỳ: 19/12/2011
- Mr George TUGUSHI, Gruzia, nhiệm kỳ: 19/12/2013
- Mr Wolfgang HEINZ, Đức, nhiệm kỳ: 19/12/2013
- Mr Tim DALTON, Ireland, nhiệm kỳ: 19/12/2011
- Mr Ivan JANKOVIĆ, Serbia, nhiệm kỳ: 19/12/2013
- Ms Olivera VULIĆ, Montenegro, nhiệm kỳ: 19/12/2011
- Ms Sonja KURTÉN-VARTIO, Phần Lan, nhiệm kỳ: 19/12/2011
- Mr Dan DERMENGIU, Romania, nhiệm kỳ: 19/12/2011
- Ms Anna ŠABATOVÁ, Cộng hòa Séc, nhiệm kỳ: 19/12/2011
- Ms Maria Rita MORGANTI, San Marino, nhiệm kỳ: 19/12/2011
- Ms Ilvija PŪCE, Latvia, nhiệm kỳ: 19/12/2011
- Mr Arman VARDANYAN, Armenia, nhiệm kỳ: 19/12/2011
- Ms Dajena POLLO KUMBARO, Albania, nhiệm kỳ: 19/12/2011
- Ms Marzena KSEL, Ba Lan, nhiệm kỳ: 19/12/2011
- Ms Anna LAMPEROVÁ, Slovakia, nhiệm kỳ: 19/12/2011
- Mr Stefan WEINBERG-KRAKOWSKI, Thụy Điển, nhiệm kỳ: 19/12/2013
- Mr Vincent THEIS, Luxembourg, nhiệm kỳ: 19/12/2013
- Ms Yakin ERTÜRK, Thổ Nhĩ Kỳ, nhiệm kỳ: 19/12/2013
- Mr Georg HØYER, Na Uy, nhiệm kỳ: 19/12/2013
- Ms Nadia POLNAREVA, Bulgaria, nhiệm kỳ: 19/12/2013
- Mr James MCMANUS, Anh, nhiệm kỳ: 19/12/2013
- Ms Anna MOLNÁR, Hungary, nhiệm kỳ: 19/12/2013
- Ms Marika VÄLI, Estonia, nhiệm kỳ: 19/12/2013
- Ms Branka ZOBEC HRASTAR, Slovenia, nhiệm kỳ: 19/12/2013
- Ms Julia KOZMA, Áo, nhiệm kỳ: 19/12/2013
- Mr Mykola GNATOVSKYY, Ukraine, nhiệm kỳ: 19/12/2013
- Mr Régis BERGONZI, Monaco, nhiệm kỳ: 19/12/2013